# Yuncao
Yuncao (kinesiska: 运漕) är en köping i östra Kina. Den ligger i Hanshan härad i staden Ma'anshan i provinsen Anhui, omkring 90 kilometer sydost om provinshuvudstaden Hefei. Antalet invånare är 31 873. Befolkningen består av 16 357 kvinnor och 15 516 män. Barn under 15 år utgör 15,0 %, vuxna 15-64 år 71 %, och äldre över 65 år 12,0 %.